# Joaquín Abarca
Joaquín Abarca y Blanque (22. května 1778 Huesca – 21. června 1844 Lanzo) byl španělský duchovní, v letech 1824–1844 biskup diecéze Leónské. V roli biskupa byla také činný v politice, když během První karlistické války podporoval karlistickou stranu, tedy dosazení Karla Bourbonského na španělský trůn.

## Život
Původně vystudoval na Zaragozské univerzitě civilní a církevní právo a následně působil jako právník v Zaragoze. Pak vstoupil do duchovního stavu a stal se úředníkem diecéze Huescaské. V roce 1820 se vystoupil proti liberální Cádizské ústavě. Jako obhájce absolutistické monarchie musel následně v roce 1822 uprchnout do Francie. Zpět do Španělska ho po obnově monarchie povolal král Ferdinand VII., který jej také v roce 1824 jmenoval leónským biskupem a v roce 1826 jej jmenoval do státní rady. Po šest let byl jedním z důležitých královských rádců, ovšem ohledně sporu o následnictví se přiklonil na stranu Karla Bourbonského a nesouhlasil s královou pragmatickou sankcí a tak musel z hlavního města odejít. Po smrti krále podněcoval povstání proti regentské vládě Marie Kristýny a po jeho porážce ustoupil s Karlem Bourbonským do Portugalska a později do Londýna. Z jeho pověření jel do Francie, kde byl zatčen a přepraven do Frankfurtu, kde žil několik měsíců. S Karlem Bourbonským se vrátil do Španělska v roce 1837 a byl členem jeho vlády. Později však upadl v nemilost a ještě před koncem první karlistické války odešel přes Francii do Itálie, kde žil a zemřel v karmelitánském klášteře Lanzo nedaleko Turína.